# Andalucía de los Niños (Sevilla)

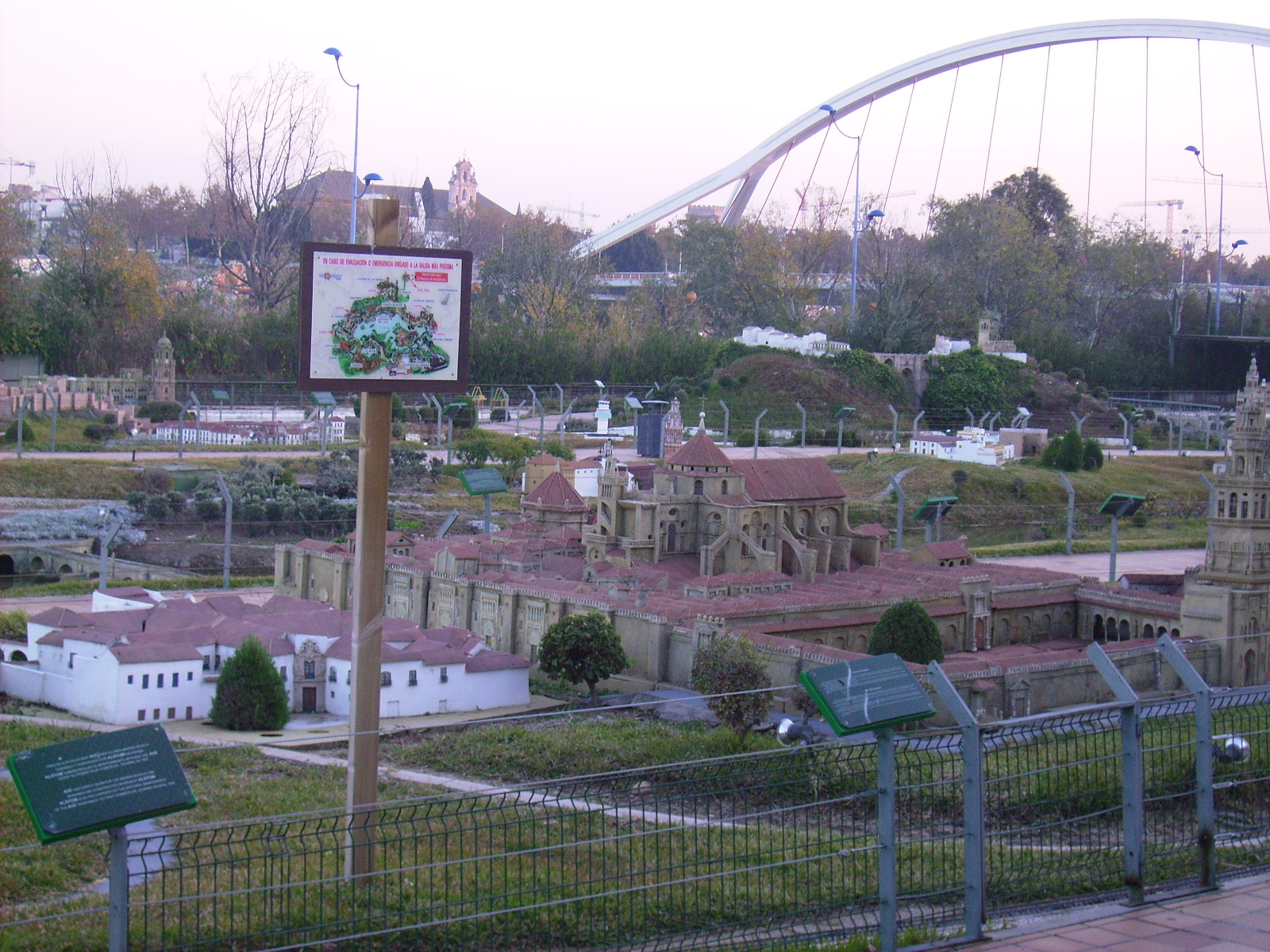
La Mezquita de Córdoba.

La Andalucía de los Niños es un pequeño recinto con maquetas de algunos de los principales monumentos de Andalucía, creado para la Exposición Universal de 1992. Se encuentra en la Isla de la Cartuja de Sevilla, en España.

## Historia
Fue realizado por Ignacio Aguilar García, su principal materia prima fue plástico estable, indeformable y adecuado para la exposición al aire libre, su valor económico alcanzó los 800 millones de pesetas. Está expuesto sobre un espacio de 10 000 m², representa a escala 1:33, aproximadamente 72 edificios, monumentos y accidentes geográficos, importantes y singulares de la comunidad autónoma de Andalucía. También incluye elementos móviles como un circuito de ferrocarril, embarcaciones, automóviles, personajes, mobiliario urbano, elementos de ingeniería, y una colección de bonsáis y prebonsáis de especies autóctonas de Andalucía.
Durante la Expo 92 formaba parte del Pabellón de Andalucía, que pasó a ser la sede de Sevilla de Radio Televisión Andaluza. También se la denominó Andalucía Chica. El parque de atracciones Isla Mágica pasó a mantener el recinto hasta 2011 con el nombre de El Balcón de Andalucía. En 2013 se licitó su uso y explotación a otra empresa.

## Relación de las reproducciones por provincia
Almería: 
- Alcazaba con algunas cuevas de La Chanca.
- Catedral de Almería.
- Central de Energía Solar de Tabernas.
- Los Millares.
- Cultura de El Argar.
- Observatorio de Calar Alto.
- Puerto con jardines.
- Pueblo del Oeste.

Cádiz:
- Central Eólica de Tarifa.
- Circuito de Jerez de la Frontera.
- Conjunto urbano de Arcos de la Frontera.
- Escuela de Equitación de Jerez de la Frontera.
- Faro de Chipiona.
- La Caleta.
- Monumento a las Cortes.
- Murallas Puerta de Tierra.
- Muralla costera.
- Puente José León de Carranza.
- Puerto de Algeciras.
- Salinas de San Fernando.
- Teatro Falla.

Córdoba:
- Alcázar de los Reyes Cristianos.
- Bodegas de Montilla.
- Castillo de Almodóvar del Río.
- Iglesia de San Juan Bautista en Hinojosa del Duque.
- Jardines del Alcázar de los Reyes Cristianos.
- Mezquita.
- Monumento a San Rafael y puente romano.
- Palacio de Viana.
- Plaza octogonal de Aguilar de la Frontera y Torre del Reloj.

Granada:
- Castillo de La Calahorra.
- Catedral de Granada.
- Hospital de los Reyes Católicos.
- Infraestructura de Sierra Nevada, compuesta por instalaciones hoteleras y deportivas.
- Alhambra.
- La Alpujarra.
- Observatorio.
- Palacio Arzobispal.

Huelva:
- Ermita de El Rocío.
- Casa de Colón.
- Casa de Juan Ramón Jiménez.
- Estadio Colombino.
- Iglesia de San Jorge en Palos de la Frontera y parque de la Fontanilla.
- Iglesia del Castillo de Aracena.
- Mezquita de Almonaster, castillo y plaza de toros.
- Monasterio de La Rábida.
- Monumento a Colón.
- Santuario Virgen de la Cinta.
- Zona industrial.

Jaén:
- Ayuntamiento de Úbeda.
- Castillo de la Iruela.
- Castillo de Santa Catalina.
- Catedral de Baeza.
- Catedral de Jaén.
- Iglesia del Salvador de Úbeda.
- Palacio de Jabalquinto en Baeza.
- Plaza de los Leones de Baeza.

Málaga:
- Aeropuerto.
- Alcazaba.
- Catedral de Málaga.
- Iglesia de Santa María de Antequera.
- Plaza ochavada de Archidona.
- Puerto y Jardines de Picasso.
- Tajo de Ronda y Casas Colgadas.

Sevilla:
- Catedral de Sevilla.
- Esclusa.
- Itálica con Anfiteatro, Casas, Mosaicos y excavaciones del Teatro.
- Maestranza.
- Murallas y Arco de la Macarena.
- Plaza Mayor de Écija, Hospitalito, Torre de San Juan y Ayuntamiento.
- Puente de Alfonso XIII.
- Puente de las Delicias.
- Torre del Oro y kiosco.
- Murallas de Marchena.

El 20 de septiembre de 2002, su décimo aniversario, fue colocada una placa en memoria de su autor. La placa dice así:

A la memoria de Ignacio Aguilar García:

Este parque de miniaturas fue diseñado para el Pabellón de Andalucía en Expo 92 por Ignacio Aguilar García (Marchena, 1938 - Tomares, 1997), arquitecto, acuarelista, químico y escenógrafo. Mas, sobre todas las cosas, enamorado conocedor de Andalucía. Llevado en su espíritu juvenil y siempre alegre, fue su idea "enseñar jugando la región", y por eso, durante la muestra universal, se llamó a este recinto "Andalucía de los niños". Su éxito fue extraordinario, recibió más de un millón de visitas y fue calificado por la prensa como "una de las siete maravillas de la Expo". Hoy es la única atracción de la Isla de la Cartuja que se mantiene en la misma actividad para la que fue concebida. Sirva este azulejo como homenaje al talento y a la alegría que Ignacio Aguilar derrochó entre todos quienes tuvieron la suerte de conocerle y quererle, y a la Junta de Andalucía y a la ciudad de Sevilla, que han sabido mantener este legado extraordinario.

Sevilla, a 20 de septiembre de 2002

X Aniversario de Expo 92

El 5 de mayo de 2005 y debido a un incendio fortuito mientras varios técnicos comprobaban el sistema eléctrico del parque, se perdió la maqueta de la Alhambra que tenía 21 metros de largo, era la maqueta más grande, a principios de julio de 2007 se terminó su completa reconstrucción.
Cuando estaba gestionado por Isla Mágica, se podía visitar desde el interior del parque temático a través de un puente peatonal.